# Харшак, Александр Исаакович
Александр Исаакович Харшак (08.01.1908 — 14.09.1989) — советский график, иллюстратор. Заслуженный художник РСФСР.

## Биография
Александр Исаакович Харшак родился в Новгороде-Северском. В 1922 году после смерти отца Харшак переехал в Петроград. В 1925 ходу он окончил среднюю школу и поступил на графическое отделение Художественно-промышленного техникума.
В 1937—1941 годы учился в Институте живописи, скульптуры и архитектуры.
В июне 1941 года Александр Харшак, будучи студентом Института живописи, скульптуры и архитектуры, вступил в народное ополчение. Художник принял участие в боевых действиях за Пулковские высоты, освобождал Псков, воевал в Латвии во время капитуляции Курляндской группировки войск Германии. Во время Великой Отечественной войны художник много раз посещал блокадный Ленинград, сотрудничал с различными армейскими газетами.
В 1950-е годы Харшак углём нарисовал иллюстрации к роману «Воскресение» Л. Н. Толстого.
В 1975 году Александр Харшак получил звание Заслуженного художника РСФСР.
Умер в 1989 году. Похоронен на Комаровском кладбище.

## Рисунок «Раненый ребёнок»
Одной из наиболее известных работ Александра Харшака является рисунок и офорт с него «За что» (другое название — «Раненый ребёнок»), на котором изображён маленький мальчик с забинтованной головой. Обе работы хранятся в Русском музее. Работа экспонировалась на выставке авторов-фронтовиков в 1943 году.
Работа была создана во время одного из визитов художника в блокадный Ленинград. В детской больнице имени Раухфуса художник увидел мальчика с перебинтованной головой. В 1968 году сын художника обнаружил подпись на заднике рисунка «Больница Раухфуса. Четырёхлетний Гена Микулинас, раненый во время артиллерийского обстрела. Тогда же была убита его мать».
В октябре 1955 года руководство Ленинграда подарило офорт с раненым мальчикам французским делегатам. История вызвала широкий отклик во французской периодической прессе. Было принято решение снять фильм о семье Микулинусов, однако конфликт французской съемочной группы с соседями Микулинусов не дал возможность снять фильм.